# Platte Woods
Platte Woods è un comune degli Stati Uniti d'America, situato nello Stato del Missouri, diviso tra la contea di Platte.